# Tipula (Eremotipula) evalynae
Tipula (Eremotipula) evalynae is een tweevleugelige uit de familie langpootmuggen (Tipulidae). De soort komt voor in het Nearctisch gebied.